# Dash Akol
Pour les articles homonymes, voir Akol.
Série
Reza le motard (en)
(1970) Baluch
(1972)
Pour plus de détails, voir Fiche technique et Distribution.
Dash Akol (en persan : داش آکُل, Dāsh Ākol) est un film iranien réalisé en 1971 par Massoud Kimiai. Il est adapté de la nouvelle éponyme (Dâsh Âkol dans l'édition française) publiée en 1932 par Sadegh Hedayat dans son recueil Trois Gouttes de sang.

## Contexte

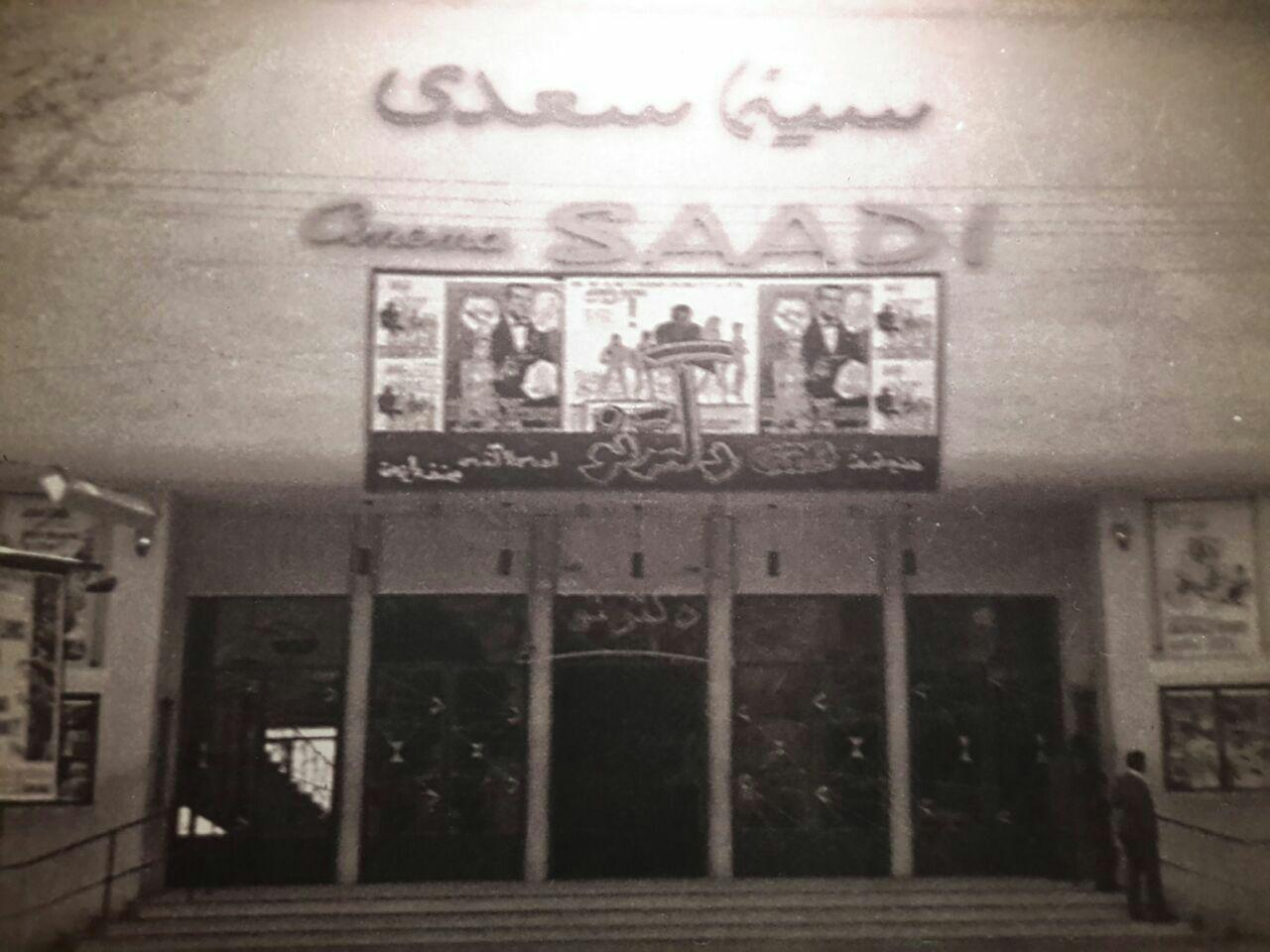
Cinéma Saadi à Chiraz en 1950.

L'année 1971 est une date faste dans l'histoire du cinéma iranien avec 84 films produits. Beaucoup mettent en scène un voyou au grand  cœur, avec parfois une fin optimiste par un mariage. La nouvelle Dash Akol de Sadegh Hedayat s'inspire d'une réalité sociale de l'époque de Reza Chah, un demi-siècle plus tôt, et de la rivalité entre les Dash (« chevaliers ») dans la ville de Chiraz. Il passe pour s'être inspiré de la rivalité réelle de deux caïds de cette ville à la fin du XIXe siècle.
Massoud Kimiai propose le scénario à Houshang Kaveh, directeur de la maison de production Cinéma-théâtre de Rex ; il confie le rôle principal à Behrouz Vossoughi qui deviendra son acteur favori.

## Synopsis

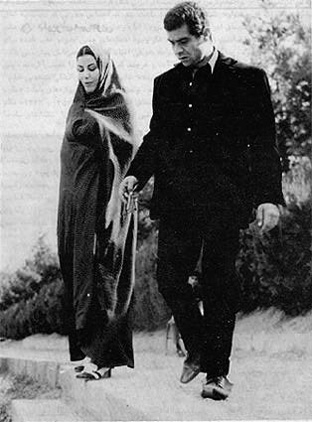
Pouri Banai et Behrouz Vossoughi en 1971.

L'histoire se passe à Chiraz, vieille ville du sud de l'Iran. Dash Akol est un lout, un voyou redouté pour sa force et son goût de la bagarre, qui s'entraîne au zurkhaneh, le gymnase traditionnel. En même temps, il est respecté pour sa loyauté et sa droiture. En faisant sa prière, il rencontre Hadj Samad, un vieil homme riche qui avait pu apprécier ses qualités à l'occasion d'un voyage. Hadj Samad, en mourant, lui confie par testament la tutelle de sa petite-fille Mardjan. Dash Akol tombe amoureux de l'adolescente mais, se trouvant trop vieux pour elle, il la fiance à un jeune homme et évite de la revoir. Désespéré, il sombre dans l'alcool. Le seul être à qui il confie son amour pour la jeune fille est son perroquet en cage. Les vieillards du salon de salon de thé le mettent en garde : « Après la victoire, prend garde à ce qui vient derrière toi ». Le soir du mariage, sa vigilance se relâche. Il a pour ennemi Kaka Rostam, un lat, un voyou mais sans les mêmes qualités morales, qu'il a battu plusieurs fois et qui profite de son éclipse pour médire de lui. Après une nouvelle bagarre où Dash Akol a le dessus, Kaka Rostam sort sa dague et le poignarde dans le dos, le transperçant de part en part. Dash Akol a encore la force d'étrangler son ennemi avant de mourir. En mourant, Dash Akol a juste le temps de demander à son ami Eshaq de porter à la jeune fille, en souvenir de lui, son perroquet en cage. Au moment où la jeune fille reçoit l'oiseau, on entend celui-ci dire avec la voix de Dash Akol : « Mardjan ! Mardjan ! Tu me fais mourir ! À qui le dire ? Mardjan, ton amour me tue ! ».

## Distribution
- Behrouz Vossoughi (Dash Akol)
- Mary Apick (Mardjan)
- Bahman Mofid (Kaka Rostam)
- Jahangir Forouhar (en) (un ami d'Akol)
- Manouchehr Ahmadi (Chelinga)
- Mansour Matin (Hadj Samad)
- Ebrahim Naderi (un ami de Kaka Rostam)
- Jalal Pishvaian (un ami de Kaka Rostam)
- Shahrzad
- Zhaleh Olov (en)
- Kan'an Kiani

## Interprétation
Le cinéma iranien présente volontiers des films centrés sur un « dur », un homme remarquable par sa force et son énergie. Les uns, formant le sous-genre dash mashti, sont situés dans la société rurale préindustrielle ; les autres, appelés jaheli, dans l'univers urbain contemporain transformé par la Révolution blanche des années 1960. Dash Akol est considéré par les critiques iraniens comme le chef-d'œuvre du dash mashti. Massoud Kimiai a remanié le canevas de la nouvelle en insistant sur le caractère religieux de Dash Akol, qu'on voit prier au zurkhaneh et dans la maison de Hadj Samad, au point d'en faire un symbole de la lutte du Bien contre le Mal incarné par Kaka Rostam. En même temps, les réputations peuvent être trompeuses : Kaka Rostam, par une erreur du vote populaire, a été choisi pour incarner l'imam Hossein, figure exemplaire de l'islam chiite assassiné en 680, dans le spectacle religieux du Ta'zieh alors que ce rôle est normalement confié à une personne pieuse.
Dans la nouvelle, Sadegh Hedayat souligne que Dash Akol, homme loyal attaché aux anciennes valeurs, incarne un monde en voie d'extinction : un fripier juif lui fait remarquer que son costume est démodé et propose de le lui acheter. Kimiai préfère l'idéaliser et en faire un homme exemplaire, presque un saint, et un martyr, en rejetant l'aspect démodé sur son adversaire Kaka Rostam. Dash Akol incarne la javānmardi (en), la virilité chevaleresque et généreuse, valeur ancienne de la culture iranienne qui fait du louti, le voyou des tavernes, un redresseur de torts dans le style de Robin des Bois. En se faisant le tuteur honnête d'une jeune fille qu'il ne peut épouser, il s'éloigne de sa bande de camarades et de sa vie d'insouciance, néglige son entraînement physique, perd sa réputation d'homme fort et devient vulnérable face à son ennemi.
Massoud Kimiai, en se renseignant sur les lieux du récit à Chiraz, a entendu une tout autre version : Dash Akol, chef de bande le plus puissant de la ville, était devenu l'ami d'un riche notable qui, partant en pèlerinage, lui avait confié la garde de sa maison et de sa fille. Celle-ci avait eu une relation amoureuse avec un jeune homme, amant de Dash Akol qui, pour protéger le garçon, avait pris la faute sur lui. Kaka Rostam, fils d'esclaves noirs et ancien protégé de Dash Akol, devenu le second chef de bande de la ville et le bienfaiteur des pauvres, avait tué Dash Akol parce que celui-ci avait trahi le code d'honneur de la javānmardi.